# Tiejkowo
Tiejkowo – miasto w Rosji, w obwodzie iwanowskim. W 2010 roku liczyło 34 976 mieszkańców.